# Estación de Alboraia Palmaret
Alboraia Palmaret (anteriormente Alboraya-Palmaret) es una estación de las líneas 3 y 9 de Metrovalencia situada en el barrio homónimo de Alboraya. La actual estación subterránea se inauguró el 12 de diciembre de 2010. Desde 1995 hasta la fecha, la misma estación se encontraba en superficie, llamándose solamente Palmaret.

## Arquitectura
La estación es proyecto de Carlos Meri y Lourdes García Sogo. Tiene la obra Lápida-Mural de Carmen Calvo que se realizó a partir de un concurso convocado por la Consellería de Obras Públicas de la Comunidad Valenciana.